# 웨일스 공비 다이애나의 죽음

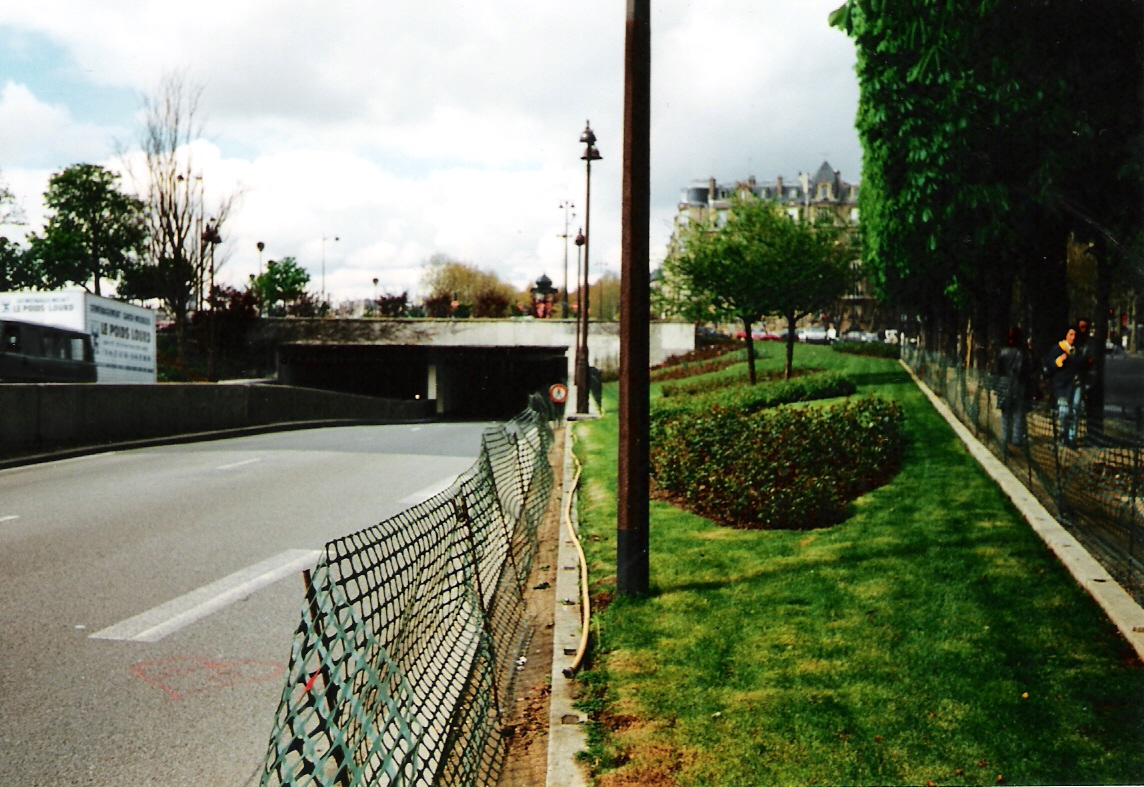
웨일스 공 다이애나가 치명상을 입은 퐁델알마 터널 동쪽 입구

1997년 8월 31일 이른 시간 동안 웨일스 공비 다이애나는 프랑스 파리의 알마교 터널에서 치명적인 자동차 충돌로 그날 밤 부상으로 사망했다. 다이애나의 파트너인 도디 알파예드와 메르세데스-벤츠 W140의 운전자인 앙리 폴은 차 안에서 사망한 채 발견되었다. 도디의 경호원 트레버 리스존스는 심각한 부상을 입었고 충돌에서 유일한 생존자였다.
1999년, 프랑스 조사에 따르면 폴은 술에 취한 상태에서 그리고 처방된 약물의 영향으로 고속으로 차량을 통제하지 못했고, 그 충돌의 전적인 책임이 자신에게 있다고 결론 내렸다. 그는 호텔 리츠 파리의 보안부 책임자였으며, 앞서 호텔 밖에서 다이애나와 파예드를 기다리며 파파라치들을 돌아다녔었다. 항우울제와 그의 피 속에 항정신병자의 흔적은 폴의 취기를 악화시켰을 수 있다. 2008년, 영국 조사인 오퍼레이션 패젯의 배심원단은 폴과 뒤따르는 파파라치 차량들의 중과실 운전으로 불법적인 살인에 대한 평결을 내렸다. 일부 언론 보도는 리스존스가 안전벨트를 매고 있었기 때문에 살아남았다고 주장했지만, 다른 조사에 따르면 차의 탑승자들 중 아무도 안전벨트를 매지 않은 것으로 드러났다.
다이애나는 사망했을 당시 36세였다. 그녀의 죽음은 영국과 세계에서 엄청난 대중의 비통함을 불러 일으켰고, TV로 중계된 장례식은 25억 명으로 추정되는 사람들이 지켜보았다. 왕실은 다이애나의 죽음에 대한 그들의 반응으로 언론에서 비난을 받았다. 다이애나에 대한 대중의 관심은 여전히 높았고 그녀는 사망한 이후 수십 년 동안 정기적인 언론 보도를 계속 유지하고 있다.